# Adolf Heidenreich Droste zu Vischering (Drost, 1715)
Adolf Heidenreich Friedrich Anton Droste zu Vischering (* 20. April 1715 in Münster; † 3. August 1776 in Darfeld) war fürstbischöflich-münsterscher Amtsdroste der Ämter Ahaus und Horstmar sowie Erbauer des Erbdrostenhofs in Münster.

## Leben

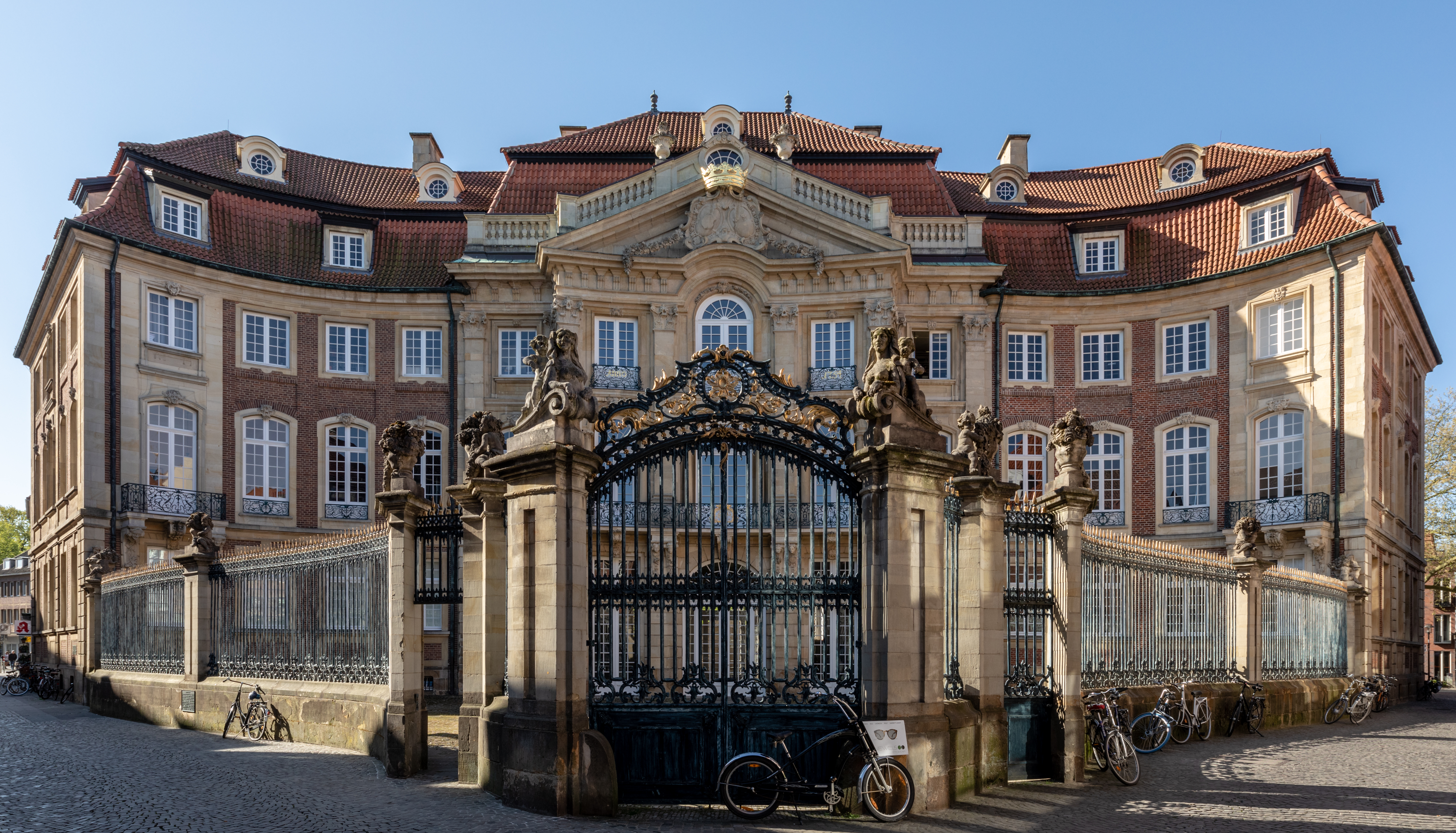
Erbdrostenhof in Münster

### Herkunft und Familie
Adolf Heidenreich Droste zu Vischering wuchs mit seinen fünf Geschwistern und drei Stiefgeschwistern in der westfälischen Adelsfamilie Droste zu Vischering auf. Seine Eltern waren Maximilian Heidenreich Droste zu Vischering und Maria Antonia von Schenking zu Bevern und Asbeck. Seine Schwester Anna Brigitta heiratete Heinrich Wilhelm Droste zu Hülshoff; einer seiner Stiefbrüder war Clemens August Maria Droste zu Vischering.
Am 20. November 1738 schloss er die Ehe mit Antoinette Maria Johanna von Ascheberg zu Botzlar, Tochter von Reinhard Hugo von Ascheberg zu Botzlar (1660–1728) und Katharina Theodora von Büren zu Mengede (1680–1729). Aus der Ehe gingen zwei Söhne, darunter Clemens August (* 15. Februar 1742) als Nachfolger im Amt des Amtsdrosten, hervor. Seine zweite Ehefrau, Antonetta Maria Johanna Katharina Alexandrina von Raesfeldt zu Hameren (1736–1782), heiratete er am 12. Juni 1754. Aus dieser Ehe stammen vier Töchter. 
Von 1753 bis 1757 ließ Adolf Heidenreich den von Johann Conrad Schlaun entworfenen barocken Erbdrostenhof an der Münsteraner Salzstraße erbauen, den die Familie fortan bewohnte. 

### Werdegang
Adolf Heidenreich wurde am 28. Dezember 1733 durch Aufschwörung in die münstersche Ritterschaft aufgenommen. Von 1736 bis zu seinem Amtsantritt als Drost der Ämter Ahaus und Horstmar am 24. November 1751 als Nachfolger seines verstorbenen Vaters war er Kämmerer in Kurköln. In diesem Amt blieb er bis 1765, als er durch seinen gleichnamigen Sohn im Amt abgelöst wurde.
In der Zeit vom 28. März 1748 bis zum 7. Mai 1767 war er als wirklicher geheimer Rat tätig und war 1768 Kriegsrat. Er war Großkreuzherr des St. Michael-Ritterordens und Erbdroste.